# Виктор Гартман
Вѝктор Алекса̀ндрович Га̀ртман (на руски: Виктор Александрович Гартман) е руски архитект и сценограф.
Роден е на 5 май (23 април стар стил) 1834 година в Санкт Петербург в семейството на лекар с германски произход. Останал рано сирак, той е отгледан от леля си, която е съпруга на архитекта Александър Гемилиан и придворна дама на императрица Шарлота. През 1861 година завършва Императорската художествена академия в Санкт Петербург и скоро се налага като една от водещите фигури във формиращия се по това време псевдоруски стил в архитектурата.
Виктор Гартман умира внезапно от аневризма на 4 август (23 юли стар стил) 1873 година в Киреево.
Организирана малко след смъртта му изложба с негови работи вдъхновява музикалния цикъл „Картини от една изложба“ на Модест Мусоргски.